# Carl Lundin
Carl Fredrik Lundin, född 8 augusti 1858 i Ransäters socken, död 5 januari 1913 i Uppsala, var en svensk lärare och historiker.
Carl Lundin var son till brukspatronen Johan Fredrik Lundin. Efter mogenhetsexamen i Uppsala 1878 studerade han vid Uppsala universitet och blev filosofie kandidat 1882, filosofie licentiat 1889 och filosofie doktor 1892 efter att ha disputerat med avhandlingen Wismars pantsättande till Mecklenburg-Schwerin. Från 1888 fram till sin död var han lärare i historia vid Fjellstedtska skolan i Uppsala. Han var en uppskattad pedagog och gjorde sitt hem till en mötesplats för intresserade ungdomar. Han var även verksam inom KFUM och som kyrkohistorisk författare med verk som Kyrkohistoria för hemmet (1–3 ,1896–1911) och läroboken Bilder ur kyrkans historia (1906, flera senare upplagor). Bland andra skrifter märks Kommentar till Apostlagärningarna (1913) samt Upsala möte i världshistorisk belysning (i Uppsatser i teologiska och kyrkliga ämnen, 1893). Lundin är begravd på Uppsala gamla kyrkogård.